# Eulithis rufescens
Eulithis rufescens är en fjärilsart som beskrevs av Carl Freiherr von Gumppenberg 1890. Eulithis rufescens ingår i släktet Eulithis och familjen mätare. Inga underarter finns listade i Catalogue of Life.